# Clivage du Moi
Pour les articles homonymes, voir clivage (homonymie).
Le clivage du moi (en allemand : Ichspaltung) est la séparation du Moi en deux parties qui coexistent dans le Moi : l'une, correspondant à la réalité extérieure à satisfaire, contrarie l'exigence pulsionnelle de l'autre.

## Définition
D'après le Vocabulaire de la psychanalyse, le terme « clivage du Moi » désigne un phénomène que Sigmund Freud observe surtout dans le fétichisme et la psychose : « la coexistence, au sein du moi, de deux attitudes psychiques à l'endroit de la réalité extérieure en tant que celle-ci vient contrarier une exigence pulsionnelle ». Tandis que l'une des parties tient compte de la réalité, l'autre dénie la réalité en cause pour la remplacer par une « production du désir » : les deux attitudes persistent ensemble et ne s'influencent pas réciproquement.

## Historique de la notion de clivage
« Clivage » est la traduction adoptée en français pour Spaltung en allemand, terme dont les emplois par de nombreux auteurs sont anciens et variés en psychanalyse comme en psychiatrie : il signifie la division de l'homme avec lui-même.
En psychopathologie de la fin du XIXe siècle, sont évoquées, à propos de l'hystérie et de l'hypnose, des notions qui s'en rapprochent telles que le « dédoublement de la personnalité », la « double conscience », la « dissociation des phénomènes psychologiques ».
« Clivage de la conscience » (Bewusstseinsspaltung), « clivage du contenu de conscience », « clivage psychique », sont des expressions utilisées par Josef Breuer et Sigmund Freud dans les domaines de l'hystérie et de l'hypnose ; Pierre Janet, Breuer et Freud passent à l'idée d'une  « coexistence au sein du psychisme de deux groupes de phénomènes, voire de deux personnalités qui peuvent s'ignorer mutuellement ».
Chez Eugen Bleuler, le terme de Spaltung désigne le symptôme fondamental des affections regroupées sous le nom de schizophrénie, hypothèse que, selon Laplanche et Pontalis, Freud ne fait pas sienne : à partir de la fin des années 1920 (Fetichismus, 1927), il va reprendre la notion de clivage « dans une tout autre perspective ».

## Le clivage du moi et le mécanisme du déni
La notion de clivage du Moi proprement dite apparaît surtout dans les articles sur le Fétichisme (1927), Le clivage du moi dans les processus de défense (1938) et dans l'Abrégé de psychanalyse (1938) où il est également question de la psychose : Freud y met essentiellement en cause « les relations du moi et de la “réalité” » et dégage un mécanisme spécifique du fétichisme et présent dans la psychose, le déni (Verleugnung), dont le prototype est le déni de la castration. Toutefois, dans le cas de la psychose, remarque Freud dans l' Abrégé de la psychanalyse, le moi se détache rarement en totalité de la réalité.
À vrai dire, le clivage du moi n'est pas une simple défense du moi, précisent Laplanche et Pontalis, mais une manière de faire coexister deux procédés de défense : l'un, le déni, est tourné vers la réalité pendant que l'autre est tourné vers la pulsion, ce dernier procédé de défense tourné vers la pulsion pouvant aboutir à la production de symptômes  névrotiques comme le symptôme phobique.

## Applications de la notion à d'autres domaines
Selon Salvio Tomasella, le clivage du Moi est la conséquence d'un traumatisme psychologique qui place la partie de la personnalité touchée hors de la conscience.
En criminologie, « le clivage du Moi permet au tueur de vivre séparément de ses crimes et, surtout, de leurs fondations traumatiques, qui sont enfouies dans l'inconscient sous forme de traces mnésiques « réactivables » et non sous forme de représentations. »

## Dans la culture populaire
Certains films traitant de sujets psychologiques touchant à la paranoïa et à la schizophrénie peuvent évoquer le clivage du Moi dont il est question en psychanalyse. C'est ainsi le cas en 2021 du film Lui de Guillaume Canet.

#### Textes de référence
- Sigmund Freud,
  - Fétichisme (1927), trad. René Lainé,  in Œuvres complètes de Freud / Psychanalyse XVIII  1926-1930, PUF, 1994  (ISBN 2130465765), p. 123-131.
  - Le clivage du moi dans le processus de défense (1938), trad. Pierre Cotet, Alain Rauzy, in OCF.P XX 1937-1939, PUF, 2010,  (ISBN 9782130565949), p. 219-224.
  - Abrégé de psychanalyse (1938), trad. Françoise Kahn, François Robert, in OCF.P XX 1937-1939, PUF, 2010,  (ISBN 9782130565949) p. 225-305.

#### Études
: document utilisé comme source pour la rédaction de cet article.
(Dans l'ordre alphabétique)
- Collectif : Les Clivages, in Revue française de psychanalyse, PUF, 1996, Tome LX,  (ISBN 2130476449)
- Collectif : « La déconcertante réalité du clivage », Libres cahiers pour la psychanalyse 2/2001 (No 4), p. 7-11, lire en ligneDOI 10.3917/lcpp.004.0007
- Collectif : (René Roussillon, Alain Ferrant, etc.) : Le clivage, Hors série n0 4, mai 2004, in Les cahiers du "Centre de Recherches en Psychopathologie et Psychologie" (C.R.P.P.C.), Université Lumière Lyon 2 (crppc@univ-lyon2.fr)
- Jean Laplanche et Jean-Bertrand Pontalis, Vocabulaire de la psychanalyse, Paris, PUF, coll. « Bibliothèque de la psychanalyse », 1984 (1re éd. 1967) (ISBN 2 13 038621 0), Quadrige, 2007,  (ISBN 2130560504) :  « clivage de l'objet », « Clivage du moi », Vocabulaire de la psychanalyse, 1984, p. 67-70.
- Jean-Claude Maes, « Essai de (re)définition des mécanismes de clivage », Psychothérapies, 2005/2 (Vol. 25), p. 81-89, [lire en ligne].
- Dans : Alain de Mijolla (dir.), Dictionnaire international de la psychanalyse, Paris, Calmann-Lévy, 2002 (ISBN 2-7021-2530-1); rééditions : Hachette-Littérature, 2005  (ISBN 9782012791459). 
  - Sophie de Mijolla-Mellor, « Moi (Clivage du-) », dans Dictionnaire international de la psychanalyse, 2005, p. 1080-1081.
  - Sophie de Mijolla-Mellor, « Clivage », dans Dictionnaire international de la psychanalyse, 2005, p. 335-336.
  - Sophie de Mijolla-Mellor, « Clivage du Moi dans les processus de défense (Le-) », dans Dictionnaire international de la psychanalyse, 2005, p. 337-338.
  - Robert D. Hinshelwood, « Clivage de l'objet », dans Dictionnaire international de la psychanalyse, 2005, p. 336-337.
- Benno Rosenberg, « Quelques réflexions sur la notion de clivage du moi dans l’œuvre de Freud », dans Benno Rosenberg (dir.), Le moi et son angoisse. Entre pulsion de vie et pulsion de mort, Paris, Presses Universitaires de France, « Monographies de psychanalyse », 1997, p. 119-138, [lire en ligne]
- René Roussillon :  Agonie, clivage et symbolisation, Ed.: PUF, 1999,  (ISBN 2130504078)
- Barbara Sarbourg, Serial killers : approche de l'innommable, BoD, 2011, p. 302.
- Saverio Tomasella, La folie cachée : Survivre auprès d'une personne invivable, Paris, Albin Michel, 2015, 261 p. (ISBN 978-2-226-25729-1)